# غنغديك
غنغديك هي قرية في مقاطعة ميانة، إيران. عدد سكان هذه القرية هو 53 في سنة 2006.